# Seibu Prince Rabbits
Les Seibu Prince Rabbits (SEIBUプリンス ラビッツ, Seibu Purinsu Rabittsu) sont une équipe de hockey sur glace, basé à Nishitōkyō, préfecture de Tokyo, au Japon et jouant en Asia League. Les Lapins jouent au DyDo Drinco Ice Arena depuis la saison 2006-2007.

## Historique
Le club a été fondé sous le nom de Kokudo Keikaku Ice Hockey Club à Karuizawa, Nagano en 1972. En 1974, ils remportent le Japan Ice Hockey League et le All Japan Ice Hockey Championship. Depuis, ils ont remporté le championnat 9 fois, et la ligue 13 fois. Ils déménagent à Shinagawa, Tokyo, en 1984, puis à Yokohama, Kanagawa en 1991. Le club prend le nom de Kokudo Ice Hockey Club pour s'accorder avec le nom de la compagnie propriétaire. Il fusionne ensuite avec le Seibu Railways Ice Hockey Club en 2003 et déménage à l'arena Suntory Higashi-fushimi à Nishitōkyō où Seibu était implanté. La société mère Kokudo disparaît en 2006 après la fusion avec la compagnie Prince Hotels. L'équipe adopte alors le nom de Seibu Prince Rabbits en 2006. Le club a aussi une équipe féminine appelée Seibu Princess Rabbits.

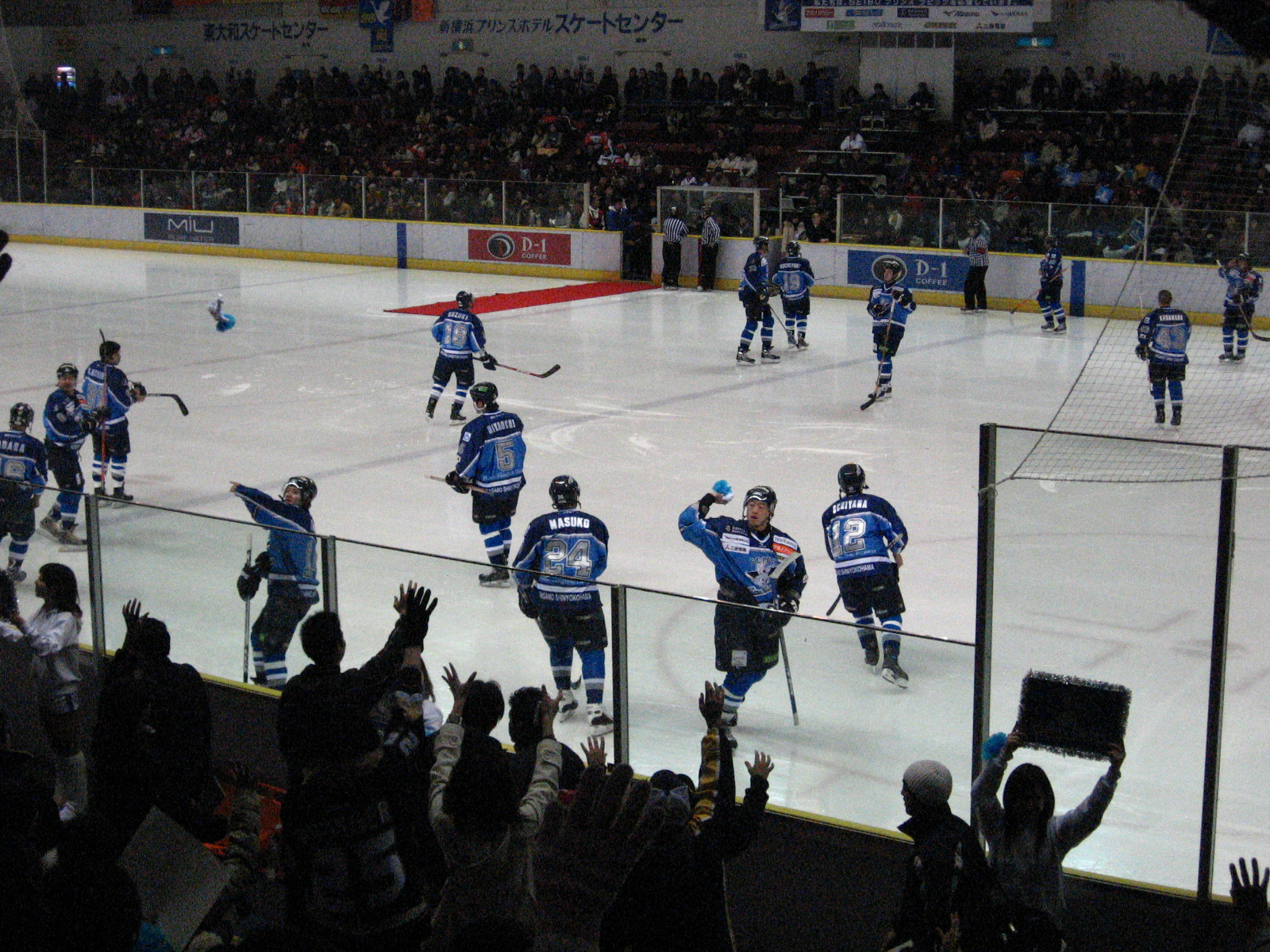
L'équipe en 2008